# Cerro Ancón
A Cerro Ancón egy magányosan emelkedő domb Panamavárosban. Sokan a panamai szuverenitás egyik jelképének tekintik.

## Története
A Henry Morgan által elpusztított régi település helyén 1673-tól kezdve kezdett felépülni az új Panamaváros, méghozzá a hegy körüli félszigeten. Egy falat is építettek, ami a lakott területet elválasztotta a dombtól, ennek ma már csak csekély maradványai látszanak. A következő időkben a hegyet a lakók kikapcsolódásra használták, valamint az itteni forrásokból elégítették ki vízigényüket is, de aztán a spanyol gyarmattartók megfigyelőállásokat létesítettek rajta, hogy az ottani őrszemek figyelmeztethessenek egy esetleges, az óceán felől érkező támadásra.
Mivel geológiailag igen alkalmas helyszín volt erre, 1882-ben földrengésmérő berendezést (szeizmoszkópot) telepítettek a hegyre, majd 1909-ben itt szerelték fel Latin-Amerika első szeizmográfját is. Ezek 1976-ban átkerültek a Panamavárosi Egyetemre.
1903-ban, a Hay–Bunau-Varilla-egyezmény értelmében a csatorna és nyolc kilométeres parti sávja, amelybe a Cerro Ancón is beletartozott, az Amerikai Egyesült Államok fennhatósága alá került. Amikor 1914-ben megnyílt a Panama-csatorna, az első hajó, amely áthaladt rajta (augusztus 15-én) az SS Ancon volt: ez a hajó is a Cerro Ancónt magába foglaló Ancón városról kapta a nevét. A csatorna, és vele együtt a csúcs is csak az 1977-ben aláírt Torrijos–Carter-szerződések értelmében került Panamához. 1979. október 1-én a dombtetőn felvonták a panamai zászlót, ez az emlékmű ma is kedvelt turisztikai célpont.
2001. július 31-én természetvédelmi területté nyilvánították, 2003. október 22-én pedig megkapta a „Panamai Nemzetiség Történelmi Öröksége” címet is.

## Leírás
A Cerro Ancón Panamaváros délnyugati részén emelkedik, igen közel ahhoz a helyhez, ahol a Panama-csatorna a Csendes-óceánhoz csatlakozik. A hegyre egy, a nyugati oldalon induló, majd kapaszkodás közben a csúcsot délről megkerülő utca vezet fel, amit arról az Amelia Denis de Icaza költőnőről neveztek el, aki Al Cerro Ancón címmel 1907-ben egy ismert hazafias költeményt is írt. A hegy oldalában egy régi amerikai bunker is emlékeztet a történelemre, míg fent az országzászló és a költőnő szobra helyezkedik el. Egyik részén láthatók annak az 1909-ben nyitott kőbányának a maradványai is, ahonnan a csatorna Pedro Miguel és Miraflores nevű zsilipjeinek építéséhez szükséges követ (több mint 2 millió m³-t) kitermelték.
Bár a dombot város veszi körül, mégis változatos élővilággal rendelkezik: élnek itt tukánok, fehérfarkú szarvasok, agutik, valamint mérgeskígyók és mérgező bőrű békák is.

## Képek

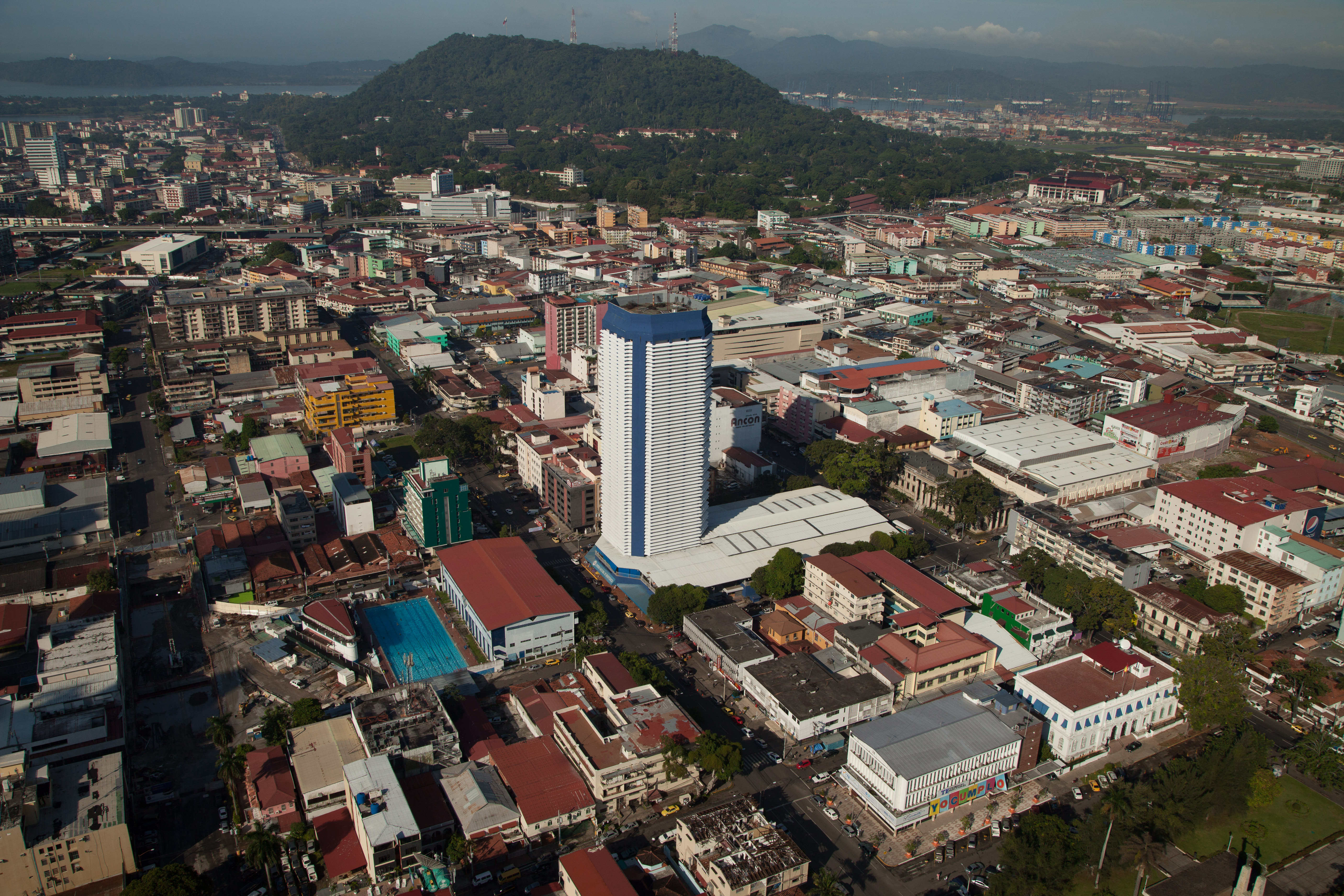
Panamaváros látképe a Cerro Ancónnal
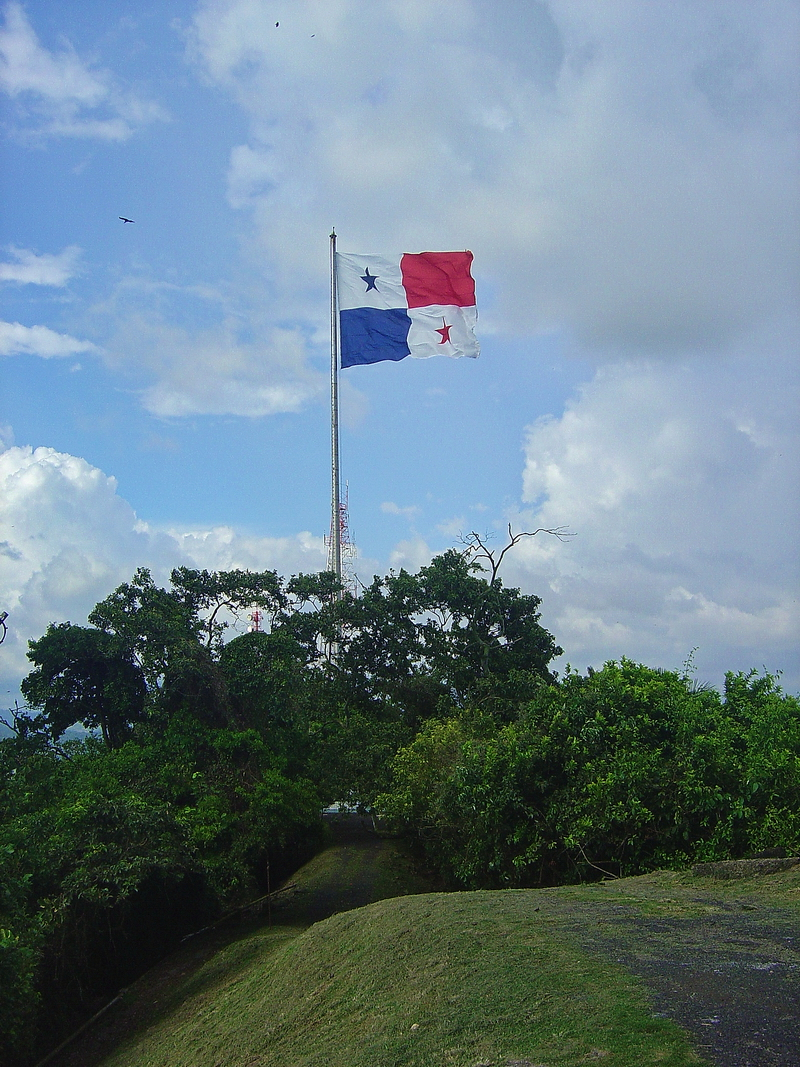
A dombtető az országzászlóval
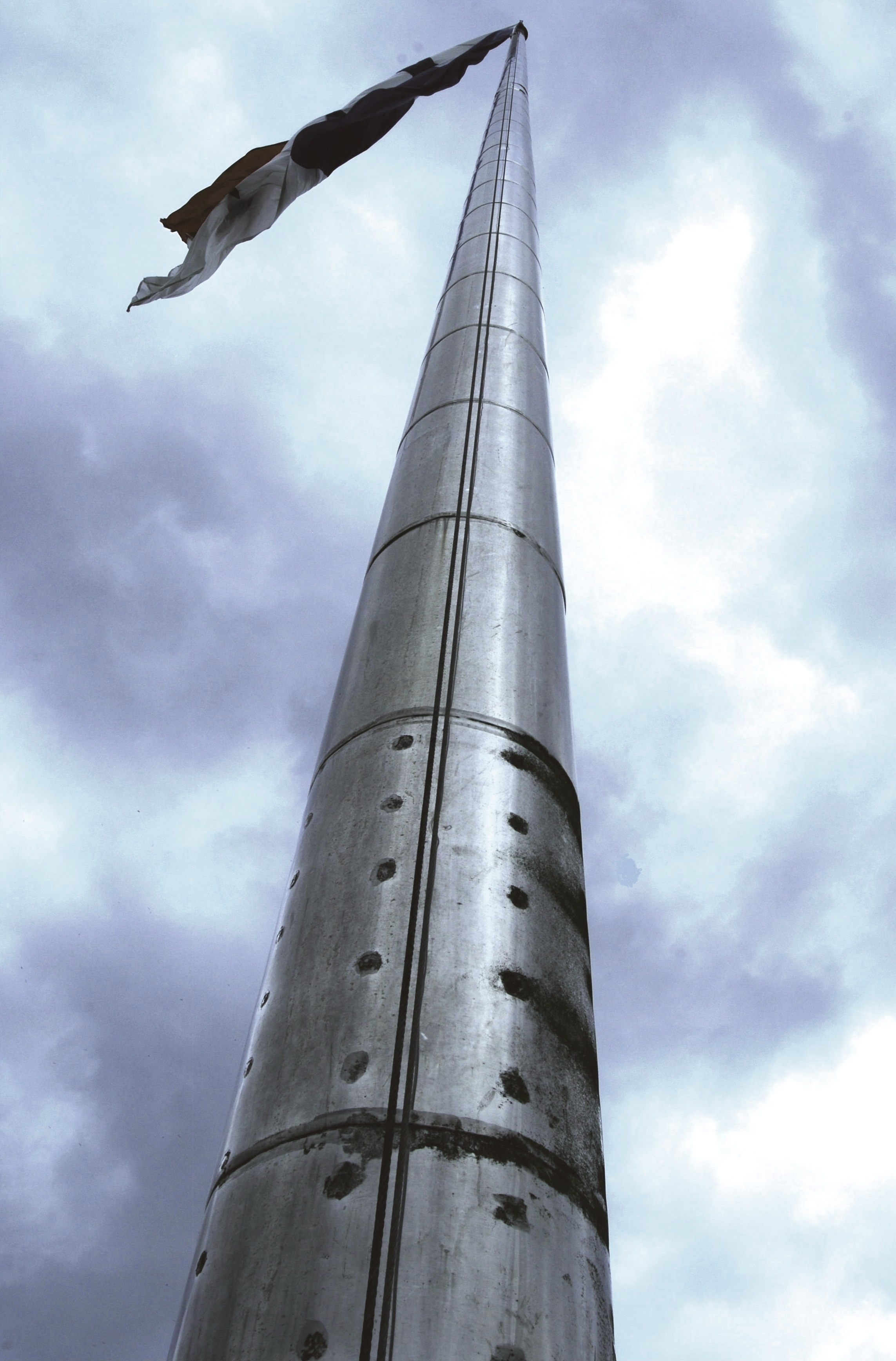
A zászló